# Esma Hasshass
 (mars 2020).
Esma Hasshass, née le 14 novembre 1997 à Tilbourg aux Pays-Bas, est une kickboxeuse néerlandaise d'origine marocaine. 
Native et vivant aux Pays-Bas, elle décide de représenter le Maroc dans l'organisation GLORY.

## Biographie
Esma naît et grandit à Tilbourg au sud des Pays-Bas de parents marocains. Ayant trois frères, elle s'inspire tôt de Badr Hari avant qu'elle se lance dans le kickboxing.
Le 13 mars 2016, Hasshass fait ses débuts officiels sous l'organisation Glory contre Tiffany van Soest, adversaire face à laquelle elle perd sur décision. Ce combat s'agissait du premier combat pour femmes de l'histoire dans l'organisation Glory.
En 2017, Hasshass est victime d'un dramatique accident de voiture et était contrainte de se mettre en période de revalidation. Elle ne peut alors plus s'entraîner pendant un an. Pendant cette période, un combat pour le titre de champion du monde était prévu. Il a dû être annulé et repoussé jusqu'en mars 2018. Lorsqu'elle remonte sur le ring, son premier combat est celui contre Nadejda Cantin pour le titre de champion du monde. Elle finira par perdre le combat sur décision.
En décembre 2019, elle prolonge son contrat jusqu'en fin 2021 chez Glory.

## Palmarès
- Championne du Benelux
- Championne d'Europe WFCA Open
- Triple championne des Pays-Bas